# Giovanni Urbani
Giovanni Urbani, italijanski rimskokatoliški duhovnik, škof, nadškof in kardinal, * 26. marec 1900, Benetke, † 17. september 1969, Benetke.

## Življenjepis
24. septembra 1922 je prejel duhovniško posvečenje.
26. oktobra 1946 je postal naslovni škof Axomisa; škofovsko posvečenje je prejel 8. decembra istega leta.
27. novembra 1948 je postal naslovni nadškof Sardesa. 14. aprila 1955 je dobil osebni naziv nadškofa Verone.
11. novembra 1958 je postal partiarh Benetk; ta položaj je zasedal do svoje smrti.
15. decembra 1958 je postal kardinal-duhovnik Santa Prisca, 19. marca 1962 pa kardinal-duhovnik bazilike svetega Marka v Rimu.